# Club Atlético River Plate 1941
Questa voce raccoglie le informazioni riguardanti il Club Atlético River Plate nelle competizioni ufficiali della stagione 1941.

## Stagione
La prima giornata vide il River Plate imporsi sul Club Atlético Atlanta per 5-0 fuori casa; dopo quattro giornate senza vittorie, arrivò il successo per 3-2 sul Platense del 4 maggio, che diede inizio a una striscia positiva che durò sino al 15 giugno. All'ultima giornata il 3-1 sull'Estudiantes La Plata permise al club dalla banda rossa di portare a casa il titolo, grazie alle reti di Moreno e Muñoz. La compagine di Núñez registrò la miglior difesa, con 35 gol subiti.

## Maglie e sponsor
| Casa | Trasferta |

## Rosa
| N. |                      | Ruolo | Calciatore              |
| -- | -------------------- | ----- | ----------------------- |
|    | Uruguay (bandiera)   | P     | Julio Barrios           |
|    | Spagna (bandiera)    | P     | Gregorio Blasco         |
|    | Argentina (bandiera) | P     | Antonio Oscar Rodríguez |
|    | Argentina (bandiera) | P     | Sebastián Sirni         |
|    | Argentina (bandiera) | P     | Alberto Vouillat        |
|    | Argentina (bandiera) | D     | Antonio Blanco          |
|    | Uruguay (bandiera)   | D     | Avelino Cadilla         |
|    | Argentina (bandiera) | D     | Luis Antonio Ferreyra   |
|    | Argentina (bandiera) | D     | Ricardo Vaghi           |
|    | Argentina (bandiera) | D     | Aarón Wergifker         |
|    | Argentina (bandiera) | D     | Norberto Yácono         |
|    | Argentina (bandiera) | C     | José Minella            |
|    | Argentina (bandiera) | C     | José Ramos              |
|    | Argentina (bandiera) | C     | Bruno Rodolfi           |

| N. |                      | Ruolo | Calciatore            |
| -- | -------------------- | ----- | --------------------- |
|    | Argentina (bandiera) | C     | Fernando Sánchez      |
|    | Argentina (bandiera) | A     | Roberto Aballay       |
|    | Perù (bandiera)      | A     | Jorge Alcalde         |
|    | Argentina (bandiera) | A     | Roberto D'Alessandro  |
|    | Argentina (bandiera) | A     | Aristóbulo Deambrossi |
|    | Argentina (bandiera) | A     | Rafael Franco         |
|    | Argentina (bandiera) | A     | Hugo Giorgi           |
|    | Argentina (bandiera) | A     | Ángel Labruna         |
|    | Argentina (bandiera) | A     | Félix Loustau         |
|    | Argentina (bandiera) | A     | José Manuel Moreno    |
|    | Argentina (bandiera) | A     | Juan Carlos Muñoz     |
|    | Argentina (bandiera) | A     | Adolfo Pedernera      |
|    | Argentina (bandiera) | A     | Carlos Peucelle       |
|    | Uruguay (bandiera)   | A     | Ismael Rivero         |

## Statistiche

### Statistiche di squadra
| Competizione | Punti | Totale | Totale | Totale | Totale | Totale | Totale | DR  |
| Competizione | Punti | G      | V      | N      | P      | Gf     | Gs     | DR  |
| ------------ | ----- | ------ | ------ | ------ | ------ | ------ | ------ | --- |
| PD           | 44    | 30     | 19     | 6      | 6      | 75     | 35     | +40 |
| Totale       | -     |        |        |        |        |        |        | -   |